# Falk Heinrichs

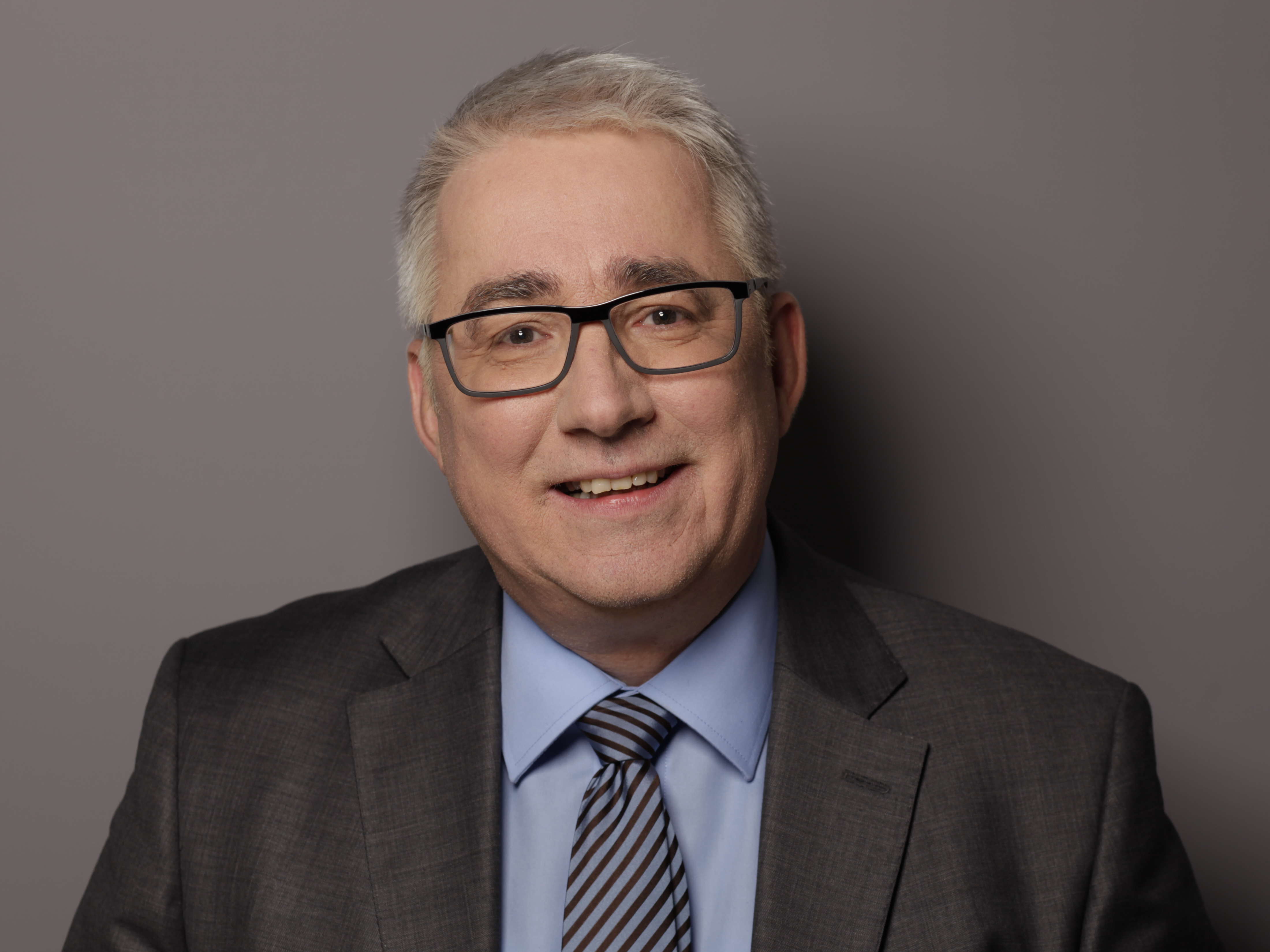
Falk Heinrichs

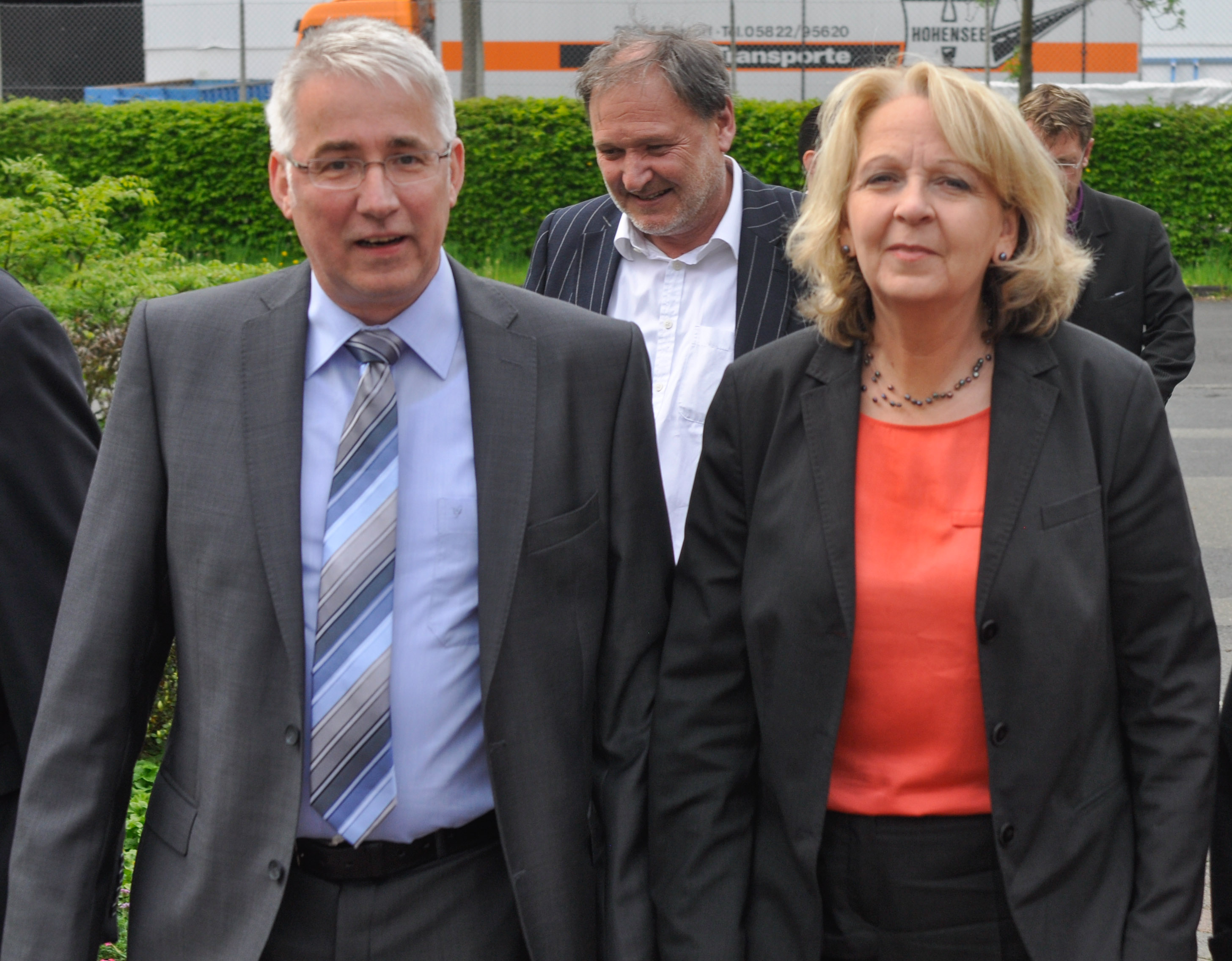
Falk Heinrichs zusammen mit Hannelore Kraft vor der AWO-Werkstatt in Netphen-Deuz.

Falk Heinrichs  (* 29. November 1960 in Siegen) ist ein deutscher Politiker der SPD. Von 2012 bis 2017 und kurzzeitig 2022 war er Mitglied des Landtages Nordrhein-Westfalen.

## Leben und Wirken
Heinrichs wuchs als ältestes von drei Kindern in Burbach-Wahlbach auf. Er ist Sohn einer Hausfrau und eines Schlossers. Sein Vater arbeitete beim Maschinenhersteller Zenith in Neunkirchen und war dort neun Jahre lang auch Vorsitzender des Betriebsrats.
Heinrichs wurde 1980 zum Grundwehrdienst herangezogen. Er wurde später Zeit- und dann Berufssoldat. Bei der Bundeswehr war er Fallschirmjäger, Sicherungszugführer, Hörsaalleiter an der Unteroffiziersschule der Luftwaffe, Stationierer im Luftwaffenamt, Prüfer an der Offiziersbewerberprüfzentrale sowie Wehrdienstberater in den Kreisen Siegen-Wittgenstein und Olpe. Zuletzt gehörte Heinrichs dem Stab eines Einsatzführungsbereichs in Erndtebrück an. Dazu absolvierte er eine Ausbildung zum Verwaltungsfachangestellten am Südwestfälischen Studieninstitut für kommunale Verwaltung in Hagen.
Heinrichs ist seit 1999 Mitglied der SPD. Er engagiert sich seit vielen Jahren in der Burbacher Kommunalpolitik: Zunächst als sachkundiger Bürger, SPD-Ortsvereinsvorsitzender, seit 2003 steht er den Sozialdemokraten in Burbach als Gemeindeverbandsvorsitzender vor. Mehr als zehn Jahre war er Ratsmitglied und hat sein Ratsmandat 2014 auf eigenen Wunsch niedergelegt. Von 2009 bis 2014 war Heinrichs in Burbach Vorsitzender des Ausschusses für Schule, Kultur, Sport und Soziales. Seit 2004 gehört er dem Vorstand des SPD-Unterbezirks Siegen-Wittgenstein an.
Im Mai 2009 hatte ihn die SPD als Landratskandidat nominiert, 2010 kandidierte Heinrichs erstmals für den Landtag. Am 13. Mai 2012 wurde er – nach einer erneuten Kandidatur – direkt in den nordrhein-westfälischen Landtag gewählt. Im Landtag war er Mitglied im Innen- und Kommunalausschuss und im Sportausschuss. Zudem war er Beauftragter der SPD-Landtagsfraktion für Bundeswehrangelegenheiten. Bei der Landtagswahl am 14. Mai 2017 wurde Heinrichs zunächst nicht gewählt, zog aber am 28. Januar 2022 als Nachrücker des verstorbenen Hubertus Kramer wieder in den nordrhein-westfälischen Landtag ein. Er kandidierte bei der Landtagswahl am 15. Mai 2022 nicht erneut und schied am Ende der Legislaturperiode aus dem Landtag aus. 
Im Oktober 2014 wurde Heinrichs zum Vorsitzenden des Kreisverbandes Siegen-Wittgenstein der Sozialdemokratischen Gemeinschaft für Kommunalpolitik (SGK) gewählt und gehört seit 2022 auch dem Landesvorstand NRW der SGK an.
Am 19. Oktober 2023 wurde Heinrichs zum Vorsitzenden des Kreissportbundes (KSB) Siegen-Wittgenstein e.V. gewählt. Der Kreissportbund Siegen-Wittgenstein hat über 105.000 Mitglieder, welche in 438 Vereinen organisiert sind (Stand 10/2023). 
Heinrichs ist Beisitzer im Landesvorstand des Reichsbanner Schwarz-Rot-Gold NRW und Beisitzer im Kreisvorstand des Kreisverbandes Siegen-Wittgenstein/Olpe der Arbeiterwohlfahrt(AWO). Seit Juni 2018 ist er Vorsitzender des Fördervereins Kinderzuhause Burbach e.V. Des Weiteren ist er Gründungsmitglied und Schatzmeister im Vorstand des Freundeskreises der Fregatte Nordrhein-Westfalen.²

## Auszeichnungen
- Ehrenkreuz der Bundeswehr in Silber
- Ehrenmedaille der Bundeswehr
- Ehrenmedaille der Gemeinde Burbach in Silber